# Criss Oliva
Criss Oliva, eigenlijk Christopher Michael Oliva (Pompton Plains, New Jersey, 3 april 1963 – Florida, 17 oktober 1993), was een Amerikaans gitarist, producer, songwriter en medeoprichter van de metalband Savatage.

## Levensloop
Oliva was de jongste van vier kinderen. Hij had nog een oudere zus en twee oudere broers. Oliva kon goed opschieten met zijn broer Jon. Hij werd verwend als kind volgens zijn ouders en kreeg dan ook bijna alles wat hij wilde. Op de leeftijd van drie jaar verdronk Oliva bijna, in een klein meer nabij hun huis en werd door zijn vader gered. De vader van het gezin was pianist en er waren ook diverse andere instrumenten in huis waar de kinderen al jong op leerden spelen.
Rond zijn schooltijd trad Oliva al op met zijn broer Jon en coverde de (toen) populaire band Kiss.
Samen met bassist Keith Collins maakten de gebroeders Criss en Jon Oliva in 1982 hun eerste single City Beneath The Surface met Avatar als bandnaam. Een jaar later veranderden ze de naam van de groep naar Savatage, toen hun eerste album Sirens uitkwam,  omdat er al een andere band in Europa bestond met de naam Avatar.
Criss Oliva speelde sologitaar in Savatage en was tevens mede-songwriter en producer van deze band. In de jaren negentig werd hij genomineerd voor beste praktische gitarist.

### Overlijden
Op 17 oktober 1993 rond 3.30 uur in de ochtend reden Oliva en zijn vrouw Dawn richting het "Fourth Annual Livestock Festival" dat plaatsvond in Zephyrhills, Florida. Hun auto werd geraakt door een andere auto, bestuurd door een dronken chauffeur. Oliva overleefde het ongeval niet, zijn vrouw wel. Zij overleed in 2005. Ze werd thuis door familieleden dood aangetroffen. Ze was nooit over het verlies van haar man heen gekomen.

## Allerlaatste materiaal
Veel bewaard materiaal (gitaarriffs en dergelijke) zijn na de dood van Oliva gebruikt door zijn broer Jon voor albums van Jon Oliva's Pain en Savatage. Rond 20 juni 2013 kwam het eerste echte soloalbum van Jon Oliva uit, Raise the Curtain, wat hij samen met Christopher Kinder en enkele anderen heeft gemaakt. Oliva heeft hier het allerlaatste materiaal wat hij nog van zijn overleden broer heeft, gebruikt voor enkele nummers op het album.

## Discografie (Savatage)
| Album                     | Jaar |
| ------------------------- | ---- |
| Sirens                    | 1983 |
| The Dungeons Are Calling  | 1984 |
| Power of the Night        | 1985 |
| Fight for the Rock        | 1986 |
| Hall of the Mountain King | 1987 |
| Gutter Ballet             | 1989 |
| Streets                   | 1991 |
| Edge of Thorns            | 1993 |

- Gemeinsame Normdatei: 134662008
- International Standard Name Identifier: 0000 0000 8492 5780
- MusicBrainz: a05619aa-1d5c-4e86-86aa-2a9f4fab8c4c
- Nationale Bibliotheek van Tsjechië: xx0120220
- Virtual International Authority File: 122489756
- WorldCat: E39PBJqFMFbtF9bK8YYjCbwQv3